# Колокотронис, Теодорос
Тео́дорос Колокотро́нис (греч. Θεόδωρος Κολοκοτρώνης; 3 апреля 1770 — 4 февраля 1843, Афины) — один из выдающихся греческих инсургентов, сын клефта и сам клефт. Отец премьер-министра И. Г. Колокотрониса и полковника П. Колокотрониса. Участник Греческой революции.

## Биография
Теодорос Колокотронис (в старых русских источниках Фёдор Колокотрони) родился в 1770 году в Морее, в деревне Рамавуни. Происходил из старинного клефтского рода. Когда Теодоросу исполнилось 10 лет, турки казнили его отца — Константиноса Колокотрониса, офицера русской службы. Мать Теодороса — Замбия Котсаки — происходила из аркадского рода Котсаки, также отличившегося в борьбе с турками.
В 15 лет Теодорос стал «капитаном» клефтского отряда, состоявшего из таких же отчаянных храбрецов, каким был он сам. Спасаясь в 1806 году от наседавших турок, Теодорос Колокотронис поступил в русский флот, а затем перебрался на Ионические острова, где вступил в британскую службу и получил майорский чин.
Лишь в 1821 году, когда в Морее вспыхнуло восстание, Колокотронис вернулся на родину. Под его командованием повстанцы 12 (24) мая разбили турок при Валтеци и 26 сентября (8 октября) овладели Триполисом. В 26—28 июля (8—10 августа) 1822 г. Колокотронис нанёс ужасное поражение контингентам Махмуда-паши Драмали в узком Дервенакийском ущелье. За эту блестящую победу народное собрание в Астросе назначило его в 1823 году главнокомандующим всеми войсками Мореи (архистратигом) и вице-президентом временного правительства, в котором de facto он был властелином. На этом собрании, впрочем, особенно резко сказались непомерное тщеславие и честолюбие, сварливость и совершенная недисциплинированность характера Колокотрониса.
Народное собрание, в котором участвовали представители различных партий, в виде протеста против избрания Колокотрониса, в скором времени выбрало и другое правительство, с Кондуриотти во главе. Вражда между двумя правительствами дошла до вооруженной борьбы, в которой победила «партия порядка»; вождь же военной партии Колокотронис был взят в плен и заключен на острове Идре. Здесь у архистратига случился бурный роман с местной монахиней Маргаритой. Плодом этой связи стал будущий генерал Панос Колокотронис.
Через 4 месяца, в 1825 году, военные неудачи принудили греческое правительство освободить Теодороса Колокотрониса и поставить его во главе 10-тысячного Пелопоннесского корпуса. Первое время Колокотронис успешно применял тактику партизанской войны против превосходящих сил египетского полководца Ибрагима-паши. Однако, дальнейшая борьба с Ибрагимом-пашой оказалась не под силу и Колокотронису: он терпел неудачу за неудачей, пока в 1827 году в ходе своей миссии по принуждению к миру, флоты союзные держав нанесли египетскому флоту страшное поражение в Наваринской бухте.
На Треннском собрании (апрель 1827 года) Колокотронис горячо отстаивал графа Каподистрию, как президента Греции, против Маврокордато, за которого стояла городская партия.

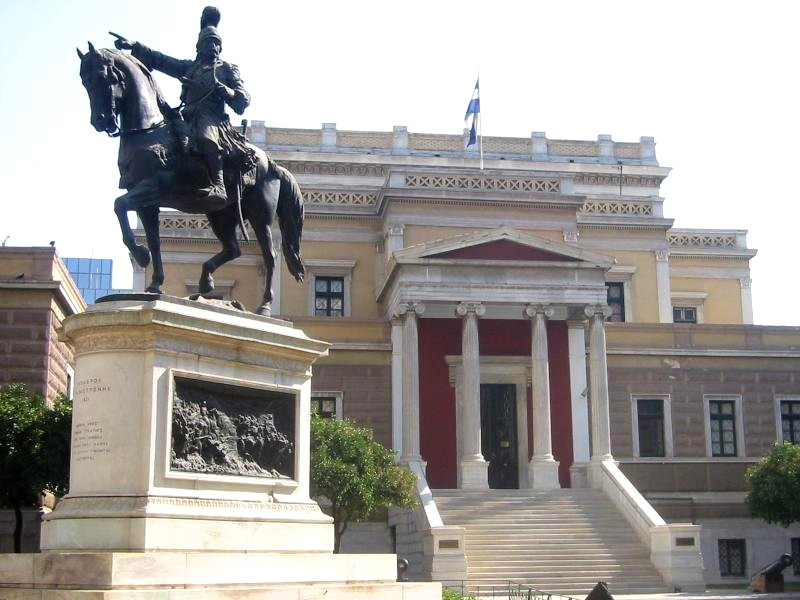
Памятник Колокотрони у Национального исторического музея

При Иоанне Каподистрии Колокотронис оставался главнокомандующим войсками Мореи и усиленно поддерживал президента. После убийства последнего Колокотронис, в качестве члена назначенного сенатом временного правительства (вместе с Августиносом Каподистрией и Колетти), действовал в духе руссофильской партии, всеми силами разжигая страсти, хватаясь за оружие при всяком удобном случае. Он содействовал избранию Августиноса Каподистрии в президенты, и на нём главным образом лежит ответственность за междоусобную войну, окончившуюся его поражением и отречением Каподистрии.
В назначенном затем сенатом и просуществовавшем всего несколько дней временном правительстве («комитет пяти»: Колокотронис, Колетти, Заимис, Метакса и Будурис) Колокотронис был фактически властелином, но когда Колетти преобразовал его в комитет семи, то Колокотронис не попал в него и очутился в оппозиции. Он немедленно взялся за оружие и поднял мятеж. Новое поражение его в 1833 году на короткое время дало Греции внешнее спокойствие.
С прибытием в Грецию короля Оттона Колокотронис появился во главе недовольных тиранией нового правительства. В 1834 году Колокотронис, вместе со своим сыном, Геннайосом Колокотронисом, был судим за участие в противоправительственном заговоре и приговорен к смертной казни, но помилован королём сначала к 20-летней тюрьме, а через год совершенно освобожден и даже восстановлен в чине генерала, в 1837 году пожалован Большим крестом Ордена Спасителя и назначен членом Государственного совета. Это его примирило с правительством.
Умер в Афинах в 1843 году, похоронен на Первом афинском кладбище. После смерти вышли его интересные, хотя крайне пристрастные мемуары: «Διήγησις συμβάντων τής έλληνικής φυλής 1770—1836» (нов. изд., Афины, 1889., 2 т.). В 1900 г. в центре Афин был установлен памятник Колокотронису работы скульптора Сохоса.